# Prostitution sacrée

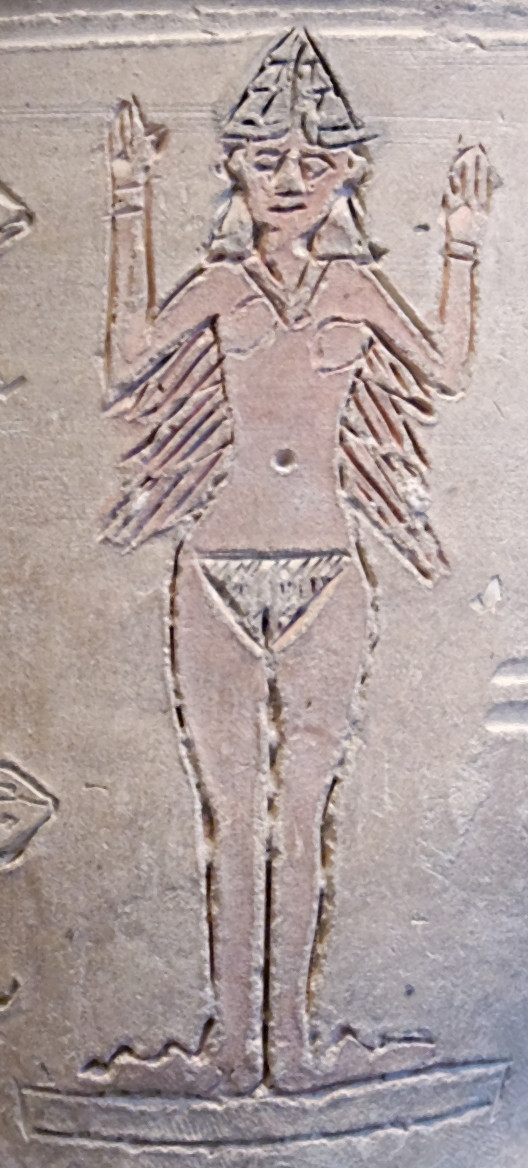
Ishtar ou Inanna, déesse mésopotamienne du sexe et de la fertilité, représentée sur un vase. Entre 2000 et 1600 av. J.-C.

La prostitution sacrée est la pratique de relations sexuelles monnayées (prostitution) dans le cadre d'un culte, d'un rituel ou d'une tradition religieuse. Cette prostitution concerne aussi bien les hommes que les femmes, mais elle est le plus souvent féminine.
C'est une coutume très ancienne. Elle a notamment été pratiquée dans les cultures mésopotamiennes et indiennes, mais on la retrouve aussi en Europe, notamment pour des cultes d'origine orientale comme le culte de Cybèle.

## Mésopotamie
Jean Bottéro s'est posé la question des origines de la prostitution dans son ouvrage Mésopotamie. Il considère que les premières femmes à avoir été consacrées à la prostitution sacrée pour honorer la déesse de la fertilité, Inanna à Sumer, devenue Ishtar pour les Babyloniens, étaient les femmes stériles ; ne pouvant assurer la procréation au sein d'une famille avec un seul homme, elles trouvent une place dans la société en servant la déesse, devenant l'épouse de tous.

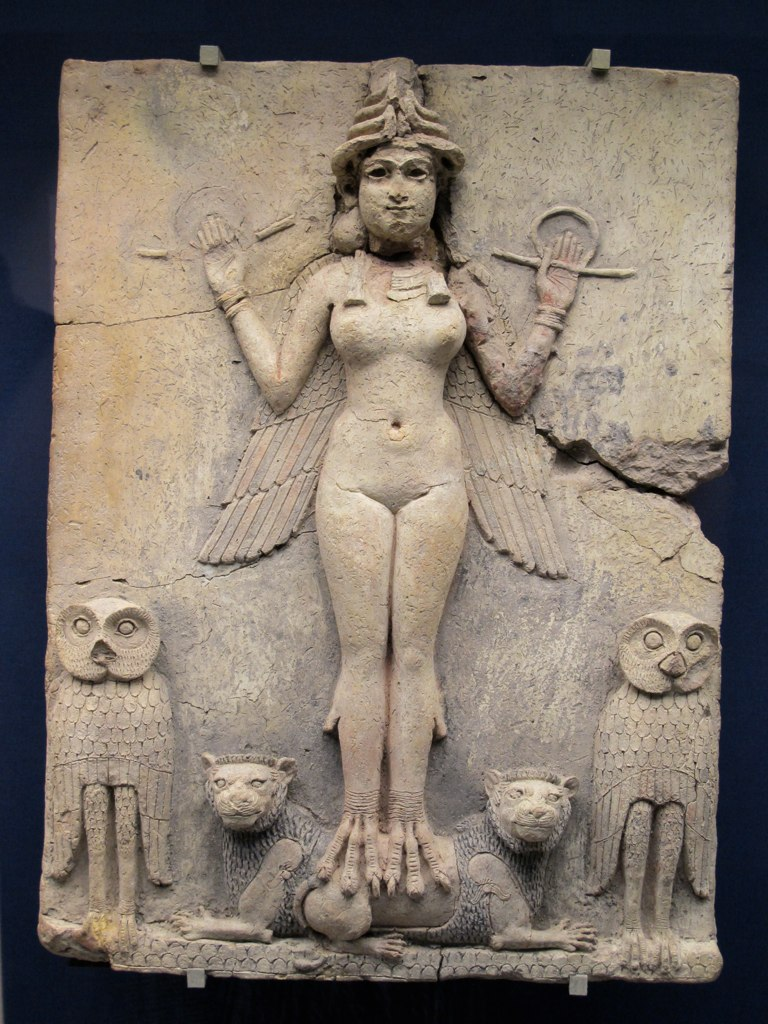
Figure pouvant être une représentation de la déesse Ishtar. Les pattes d'oiseaux et les hiboux qui l'accompagnent suggèrent un lien avec Lilitu (ou Lilith dans la tradition juive), bien que sans aspect démoniaque. Sud de l'Irak, 1800-1750 avant J.-C.

Dans l'Épopée de Gilgamesh écrite en akkadien, le demi-sauvage Enkidu modelé par les dieux, part affronter Gilgamesh, le roi d'Uruk. Celui-ci envoie une courtisane à la rencontre d'Enkidu pour l'ensorceler avec ses charmes et l'amener vers Uruk. Dans des versions plus sumériennes, cette courtisane au nom de Shamhat est appelée à civiliser Enkidu en l'initiant aux rites sexuels de la déesse Ishtar/Inanna.
L'historien grec Hérodote parle dans son premier livre des prostituées sacrées, quelquefois nommées harots des temples d'Ishtar et d'autres divinités des civilisations de Mésopotamie. Le Code de Hammurabi, notamment la loi 181, fait référence à une hiérarchie des prostituées sacrées sans faire ouvertement référence à une rémunération par les fidèles.
Il semblerait qu'une prostitution masculine ait existé (le terme assinum - homme prostitué - apparaît dans la tablette 104 de la série Summa alum). Mais beaucoup d'incertitudes demeurent. Dans le récit mythologique sumérien d'Enki et Ninmah, le dieu Enki donne, à un être asexué, une place au service du roi. En pratique, si à la cour et au temple, on trouvait des hommes travestis en femmes (ou efféminés), leur rôle semble loin de n'être centré que sur des activités sexuelles ou de prostitution. On trouve, parmi leurs occupations auprès du roi, des rôles de comptable ou de conseillers. Au service du temple de la déesse Ishtar, on trouve des hommes efféminés dont le rôle se rapprochait aussi des arts, de la musique, de la danse et du chant.
Dans le culte de Cybèle, déesse d'origine phrygienne, il existait une prostitution sacrée particulière. Le parèdre de Cybèle, Attis, s'étant émasculé pour plaire à la déesse, les prêtres de Cybèle en faisaient autant. Ces eunuques portaient le nom de Galles, et étaient connus dans toute l'antiquité pour se livrer à une prostitution sacrée dans le temple et ses abords.
Cette vision de la prostitution sacrée est depuis quelques décennies remise en cause. Johanna Stuckey relève ainsi que les sources sont polémiques (la Bible, et notamment le Deutéronome) ; d’autres traductions ont souffert d’une généralisation hâtive. De plus, les auteurs ne distinguent jamais le cas d’une sexualité rituelle, et celui d’une prostitution dont le produit irait à un temple. Il semble qu'à Ugarit, il n’y avait donc pas de prostituées sacrées. Des différents mots traduits comme « prostituée sacrée », naditu, qadishtu, et entu, aucun ne désigne une prostituée. Les naditu sont les filles de l’aristocratie et, comme les qadishtu, il n’est jamais fait allusion à une tâche de nature sexuelle, sacrée et rémunérée. Pour les entu, la seule sexualité évoquée a lieu avec le roi, rituellement, et peut-être uniquement symboliquement.

## Grèce antique
Le phénomène était très peu répandu, mais semble avoir été une « spécialité » de Corinthe. Selon Strabon, sur l'Acrocorinthe, dans le temple d'Aphrodite, officiaient un millier d'esclaves (ἱερόδουλοι / hierodouloi), prostituées (ἑταίραι / hetairae), offertes par les citoyens eux-mêmes. Ainsi, avant de partir aux Jeux olympiques de 464 av. J.-C., Xénophon de Corinthe aurait fait le vœu à la déesse de lui offrir, selon les sources, vingt-cinq, cinquante ou cent hétaïres pour servir dans son temple sur l'Acrocorinthe. Il remporta trois couronnes lors des Jeux. Il tint sa promesse à la déesse,,. Selon l'historien Leslie Kurke, l'analyse de l'ode pindarique (la XIIIe Olympique) et de sa scolie, toutes les deux commandées par Xénophon, permet d'imaginer la façon dont cela aurait pu se passer : celui-ci aurait offert un banquet ou symposion servi par les hiérodules au cours duquel le poète aurait récité les deux œuvres tandis que les hétaïres auraient dansé.
La réalité de la prostitution sacrée corinthienne a été toutefois contestée : Strabon ne témoignerait pas par expérience personnelle, mais aurait inventé la chose, en s'appuyant sur ses connaissances sur la prostitution sacrée proche-orientale. On a également avancé qu'aucune des structures mises au jour sur l'Acrocorinthe ne permettait d'héberger une telle population et que le terme de « hiérodule » peut s'employer sans lien avec la prostitution. Inversement, on a objecté que cette position ne tenait pas compte du témoignage du poète Pindare, et que la description de Strabon ne correspondait ni aux récits d'Hérodote sur la prostitution sacrée à Babylone, ni à ceux de Strabon lui-même sur ce phénomène en Arménie et en Égypte,.
Vinciane Pirenne-Delforge, sur la base d'importantes études, a démontré dans l’ouvrage L’Aphrodite grecque (1994) que cette pratique n'a jamais existé dans la ville de Corinthe. La ville de l'isthme était célèbre pour son nombre de prostituées, mais il s'agirait de prostitution « profane ». Les offrandes qu'Aphrodite recevait de la part de pornai et de courtisanes était du ressort des honneurs que ces femmes devaient à la divinité qui patronnait leur profession. Stephanie Lynn Budin, dans son ouvrage The Myth of Sacred Prostitution in Antiquity (2008) considère que « la prostitution sacrée n'a jamais existé dans le Proche-Orient ancien ni en Méditerranée ». La « prostitution sacrée » serait dans ces régions, selon elle, un véritable « mythe historiographique ».

## Monde indien

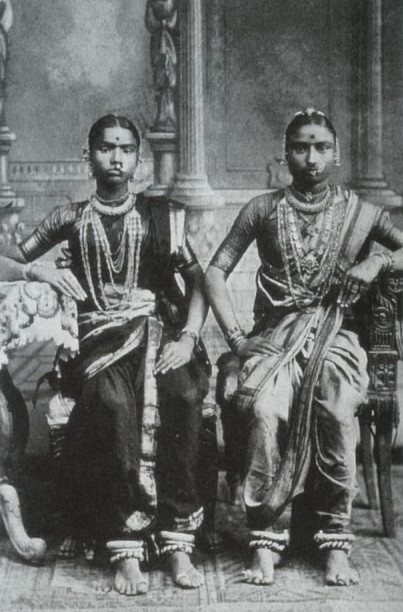
Deux devadâsî à Chennai en 1920.

Le monde indien possède lui aussi sa prostituée sacrée, la devadâsî.
Les devadâsî - littéralement « servante de la divinité » - sont, dans l'hindouisme, des jeunes femmes consacrées au temple de Yellama édifié à Saundatti au XIe siècle, qui dansaient et louaient la déesse, dès leur plus jeune âge. Considérées comme des épouses de la divinité, surnommées « femmes à jamais favorables » (leur mari, le dieu, ne pouvant mourir de leur vivant), elles jouissaient de libertés sexuelles auxquelles les autres femmes mariées à un « mortel » n'ont pas accès. Au service de la déesse Yellamma, les filles étaient appelées Jogathis et les garçons Jogappa. Ces derniers se livrent parfois à des gestes sexuels féminins lors de leurs danses.
Ironiquement, ce sont en partie des réformateurs sociaux bien intentionnés qui ont contribué à la dégradation du statut de devadâsî. « Au XIXe siècle, les réformateurs hindous, réagissant aux railleries des missionnaires victoriens, ont commencé à attaquer l'institution des danseurs de temple et la prostitution sacrée. Les vagues successives de législation coloniale et postcoloniale ont lentement rompu les liens anciens entre les devadâsîs et les temples, chassant les femmes de l'enceinte du temple et érodant leur position sociale, économique et spirituelle.  En 1982, la loi du Karnataka Devadâsîs (interdiction de la consécration) a contraint la pratique à la clandestinité ». Malgré les efforts du gouvernement indien, cette tradition ne s'est pas éteinte et continue d'exister, en particulier dans les villes et villages des États du Karnataka et de l'Andhra Pradesh (mais également au Népal).
La pratique actuelle de cette tradition semble en effet très éloignée des coutumes antiques et dérive vers des pratiques de prostitution de rue et de prostitution enfantine. Pour les familles analphabètes, très pauvres et très pieuses, le système devadâsî peut encore être considéré comme le seul moyen de sortir de la misère avec un revenu régulier sur un arrière-plan de spiritualité. C'est pourquoi plus d'un millier de filles, généralement âgées de cinq à dix ans, continuent d'être dédiées à la déesse chaque année par le biais d'un rituel de consécration. À la puberté, vers 10 ou 13 ans, on leur fait quitter leur vie et elles sont proposées au plus offrant pour être déflorées. La majorité de leurs clients quotidiens sont des camionneurs. Conséquemment, elles ont un taux d'infection par le VIH particulièrement élevé,. Elles retournent dans leur famille quand elles sont devenues moins désirables ou trop malades,. 
Autour du lac et sur la route du temple de Yellamma, qui reste fréquenté avec ferveur, le gouvernement a mis en place d'énormes panneaux d'avertissement : « Ne dédiez pas votre fille ». Les militants anti-esclavagistes estiment qu'il y a au moins 25 000 devadasis dans le seul État du Karnataka et également dans le Maharashtra, avec une moitié d'entre eux vivant autour de Belgaum. Family for Every Child (en) est actuellement la seule ONG (organisation non gouvernementale) internationale à travailler sur cette question avec les femmes indiennes. D'autres comme SANGRAM œuvrent pour l'autonomie des travailleurs du sexe locaux.